# Allokative Effizienz
Als allokative Effizienz (von lateinisch locare, mittellateinisch allocare ‚platzieren', im weiteren Sinne ‚zuteilen') bezeichnet man in der Volkswirtschaft und dort speziell in der Mikroökonomie die Effizienz der Preissetzung. Man spricht von allokativer Effizienz, wenn der soziale Überschuss bei gegebenen Kosten, gegebener Nachfrage und Qualität (ausgenommen von Erweiterungsinvestitionen) maximal ist. Verringert sich dieser Überschuss, wird dies als allokative Ineffizienz bezeichnet. Die allokative Effizienz ist auch Bestandteil des Pareto-Optimums.

## Beispiel
Ein Beispiel für allokative Effizienz ist die künstliche Knappheit bei Sonderaktionen, da vor allem bei Konsumgütern die allokative Effizienz mit der Verknüpfung des Wohls aller Marktteilnehmer unabdingbar ist. Bei ihr steht die Fragestellung im Vordergrund, ob eine geringere Versorgung mit Konsumgütern unter der Sättigungsmenge effizienter als die Gleichgewichtsmenge ist. Diese Effizienz kann mit einem Kosten-Nutzen-Vergleich ermittelt werden (Wertschätzung des Gutes als Zahlungsbereitschaft der Kunden und die Produktionskosten).